# Laoang
Laoang ist eine philippinische Stadtgemeinde in der Provinz Northern Samar. Sie hat 61.359 Einwohner (Zensus 1. August 2015).

## Geographie
Die Gemeinde liegt an der nordöstlichen Ecke der Insel Samar an der Küste der Philippinensee. Sie umfasst mehrere Inseln, die größten sind Laoang Island, das vom Delta des Flusses Catubig von der Hauptinsel getrennt ist und auf dem die Poblacion (das Zentrum) der Gemeinde liegt, sowie die Insel Batag.

## Baranggays
Laoang ist politisch unterteilt in 56 Baranggays.
| - Abaton - Aguadahan - Aroganga - Atipolo - Bawang - Baybay (Pob.) - Binatiklan - Bobolosan - Bongliw - Burabud - Cabadiangan - Cabagngan - Cabago-an - Cabulaloan - Cagaasan - Cagdara-o - Cahayagan - Calintaan Pob. (Sto. Niño) - Calomotan - Candawid | - Cangcahipos - Canyomanao - Catigbian - E. J. Dulay - G. B. Tan - Gibatangan - Guilaoangi (Pob.) - Inamlan (Gapas-gapas) - La Perla - Langob - Lawaan - Little Venice (Pob.) - Magsaysay - Marubay - Mualbual - Napotiocan (Salvacion) - Oleras - Onay (Doña Luisa) | - Palmera - Pangdan - Rawis - Rombang - San Antonio (Son-og) - San Miguel Heights (Pob.) - Sangcol - Sibunot - Simora - Suba - Tan-awan - Tarusan - Tinoblan - Tumaguingting (Pob.) - Vigo - Yabyaban (San Vicente) - Yapas - Talisay |